# 拉美社会主义协调
拉美社会主义协调（西班牙語：Coordinación Socialista Latinoamericana，缩写为CSL）是一个由拉丁美洲部分左翼政党组成的国际组织。该组织的政治立场与圣保罗论坛和社会党国际拉美委员会类似。1986年4月11日－13日，在乌拉圭首都蒙得维的亚举行由乌拉圭社会党主办的“拉美社会主义第一次政治会议”，标志拉美社会主义协调的成立

。

## 成员
- 阿根廷 社会党
- 玻利维亚 争取社会主义运动—争取人民主权政治机构
- 巴西 劳工党
- 巴西 民主工党
- 巴西 巴西社会党
- 智利 智利社会党
- 哥伦比亚 人道哥伦比亚
- 厄瓜多尔社会党
- 墨西哥 民主革命党
- 巴拿马 民主革命党
- 巴拉圭 二月革命党
- 秘魯 争取美好生活新秘鲁
- 乌拉圭 乌拉圭社会党
- 委內瑞拉 人民选举运动
- 委內瑞拉 争取社会主义运动

## 前成员
- 阿根廷 人民社会党（英语：Popular Socialist Party (Argentina)）
- 阿根廷 民主社会党（英语：Democratic Socialist Party (Argentina)）
- 阿根廷 阿根廷社会主义联盟
- 阿根廷 查科社会党
- 玻利维亚 自由玻利维亚运动
- 玻利维亚 社会党-1
- 哥伦比亚 坚定（西班牙语：Firmes）
- 哥斯达黎加社会党（西班牙语：Partido Socialista Costarricense）
- 秘魯 革命社会党（英语：Revolutionary Socialist Party (Peru)）
- 秘魯 社会党
- 墨西哥 墨西哥统一社会党
- 墨西哥 墨西哥社会党（英语：Mexican Socialist Party）